# 烬余录
《烬余录》是一部歷史著作，两卷，相傳為南宋苏州城北遗民徐大焯所著，实际上是谢家福所著。近代学者認為《烬余录》是一本偽書。

## 與其他文獻記載的差異
《烬余录》記載：“北兵之祸，杀戮无人理，甚至缚童稚于高竿，射中其窍者赌羊酒。乱后检骨十余万，葬于桃坞西北周书桥，题墓碑曰  万忠。鼎革后，编二十家为甲，以北人为甲主，衣服饮食惟所欲，童男少女惟所命，自尽者又不知凡几。……鼎革后，城乡遍设甲主，拏人妻女，有志者，率皆自裁，欲两全者，竟出下策为舟妓，以舟妓不设甲主，舟妓得不辱身云。”。
然而《宋史紀事本末》記載：「爰自太祖皇帝以來，與宋使介交通。憲宗之世，朕以藩職，奉命南伐，彼賈似道復遣宋京詣我，請罷兵息民。朕即位之後，追憶是言，命郝經等奉書往聘，蓋為生靈計也，而乃執之，以致師出連年，死傷相藉，繫纍相屬，皆彼宋自禍其民也。襄陽既降之後，冀宋悔禍，或起令圖，而乃執迷，罔有悛心，所以問罪之師有不能已者。今遣汝等水陸並進，布告遐邇，使咸知之，無辜之民初無預焉，將士毋得妄加殺掠。有去逆效順，別立奇功者，驗等第遷賞。其或固拒不從，及逆敵者，俘戮何疑」

## 學者評論
史學家李則芬表示：「为证明蒙古人暴虐者，则引用徐大焯『烬余录』，据称，元立里甲之制，二十家为一甲，以蒙古人为甲主。衣服饮食惟所欲，童男少女惟所命。……考里甲组织是明代制度（始於洪武十四年），元代根本无此制。元代行的是乡社组织，其法以五十户为一社，以当地晓农事者一人为之长。社置常平义仓一，以社长主之。……又在列传及元明二代（明应限於明初）私人文集中，也可找到许多证据。」
「又据作者研究，世祖统一中国之初，蒙古人之在中国者，包含文武官吏及土卒在内，至多不过十万人。其后人口繁衍，到顺帝末年，也不过四十万人左右（包含男女老幼）。『元史』食货志所载中国人口，有一千一百六十三万余户，若照徐大焯所说，以二十户为一甲，全国当有五十八万多甲，那里去找五十八万蒙古人去做甲主？」